# Mount Wyss
Mount Wyss ist ein 1930 m hoher Berg in der antarktischen Ross Dependency. In der Frigate Range der Queen Elizabeth Range ragt er 5 km östlich des Mount Rotoiti auf.
Der United States Geological Survey kartierte ihn anhand eigener Vermessungen und Luftaufnahmen der United States Navy aus den Jahren von 1960 bis 1962. Das Advisory Committee on Antarctic Names benannte ihn 1966 nach dem Biologen Orville Wyss (1912–1993), der im Rahmen des United States Antarctic Research Program von 1962 bis 1963 auf der McMurdo-Station tätig war.